# Pyrausta solaris
Pyrausta solaris là một loài bướm đêm trong họ Crambidae.